# Carrefour des Tribunes
Le carrefour des Tribunes est une voie située dans le 16e arrondissement de Paris, en France.

## Situation et accès
Il se trouve à l'ouest du bois de Boulogne, avec la route des Tribunes.

## Origine du nom
La voie est ainsi nommée car elle se trouve en face des tribunes de l'hippodrome de Longchamp.